# SF Signal
SF Signal — закритий науково-фантастичний блог та журнал, що публікувався з 2003 по 2016 роки.
Сайт був створений Джоном Денардо та Дж. П. Францом і зосереджений на матеріалах, подіях та інших темах в жанрах наукової фантастики, фентезі та інших суміжних жанрах. На ньому було розміщено три подкасти, один з яких отримав премію Hugo Award 2014 як найкращий фанкаст. Сам сайт отримав дві премії Hugo Awards за найкращий фэнзін, в 2012 та 2013 роках.

## Історія
Вебсайт було запущено у 2003 році Джоном Денардо та Дж. П. Францом після того, як вони помітили відсутність блогів, присвячених науковій фантастиці. Вони вирішили запустити блог, де вони могли б обговорювати наукову фантастику та пов'язані жанри, події та ідеї, які були для них цікавими. Оскільки популярність вебсайту зростала, вони почали включати більш оригінальний вміст і найняли додаткових співробітників, а також залучили нових учасників.
SF Signal опублікувала три подкасти: SF Crossing the Gulf, The Three Hoarsemen та The SF Signal Podcast.
У 2012 році SF Signal отримав премію Hugo Award за найкращий фензін. Це був перший раз, коли фанзін переміг за перший рік змагань, і вперше електронний фанзін такого типу отримав нагороду.
У травні 2016 року Денардо та Франц оголосили про припинення роботи SF Signal через зростаючі вимоги до блогу.

## Контент
В SF Signal були зосереджені теми в жанрі наукової фантастики, як-от література, кіно та твори мистецтва, але також розглядалися теми в інших жанрах, таких як фентезі, молоді люди та фантастика жахів. Сайт пропонував читачам кілька щотижневих і щомісячних серій, таких як огляди книг, огляди інтерв'ю та профілів авторів, дискусії за круглим столом на різні теми (іменовані «Mind Melds»), конкурси та сповіщення про різні події та речі, які редакції знайшли цікавими.

### Подкасти
Під час роботи SF Signal випустили три подкасти: The SF Signal Podcast, The Three Hoarsemen та SF Crossing the Gulf. Підкаст SF Signal був запущений у серпні 2010 року і охоплював теми, пов'язані з науковою фантастикою, фентезі та подібними жанрами. У 2012 і 2013 роках він був номінований на премію Hugo Award за найкращий фанкаст і отримав нагороду в 2014 році.. Подкаст складався з 322 епізодів, і завершився із закриттям сайту в 2016 році
SF Crossing the Gulf почав записувати в липні 2012 року. Він був створений, щоб зосередитися на літературі наукової фантастики, написаній міжнародними письменниками, з акцентом на мексиканській, китайській та карибській літературі. Серед обговорюваних авторів були Тед Чан, Ерна Бродбер і Керделла Форбс. Подкаст транслювався на SF Signal протягом 18 епізодів, до закриття сайту у 2016 році. Приблизно у 2018 році LocusOnline вирішив заархівувати епізоди SF Crossing the Gulf, створені як частина SF Signal, оскільки вихідне посилання на серіал перестало діяти. Locus також оголосив, що ведучі Карен Бернем і Карен Лорд планують створити додаткові епізоди серіалу, які вони також заархівують.
The Three Hoarsemen вели Джон Е. О. Стівенс, Фред Кіше та Джефф Паттерсон і зосередилися на жанровій літературі, ЗМІ, поп-культурі та подіях. Спочатку подкаст розпочався з епізодів 193 і 198 підкасту SF Signal влітку 2013 року, а 23 серпня того ж року в етер вийшов перший епізод The Three Horesmen. Подкаст тривав 34 епізоди з SF Signal до закриття сайту, після чого The Three Hoarsemen почали випускати епізоди через The Incomparable.

## Нагороди
- 2011 рік — SFX Blog Award for Best Literary Blog;
- 2012, 2013 та 2014 роки — Hugo Award for Best Fanzine.